# 蘇塔馬錢
蘇塔馬錢是哥倫比亞的城鎮，位於該國東北部，由博亞卡省負責管轄，距離首府通哈44公里，始建於1556年12月14日，面積102平方公里，海拔高度2,125米，2005年人口5,624。

## 外部連結
- （西班牙文） Sutamarchan official website[永久]

5°36′N 73°38′W / 5.600°N 73.633°W